# Вестфалски мирен договор
Вестфалските мирни договори (на немски: Westfälischer Friede) от 1648 г. слагат край на Тридесетгодишната война, както и на Осемдесетгодишната война. Може да се смятат за край на европейските религиозни войни, започнали след Реформацията.
В клаузите му се уреждат няколко вида проблеми: германската религиозна свобода, политическата организация на Германия, европейският мир. Само по първия проблем в по-либерален дух се променят точките от Аугсбургския религиозен мир. Германия остава раздробена на отделни суверенни княжества с изборен император. Франция има най-голяма изгода от клаузите на договора: тя получава областите на север от Пиренеите от Испания. Швеция получава Западна Померания, с което става единствен владетел на Балтийско море. Официално е призната независимостта на Нидерландия. Има норми против намеса във вътрешните работи на друга държава. По-късно някои идеи на Вестфалските мирни договори стават основни за международното право.
Мирните договори включват 109 делегации, представляващи европейските владетели. В тях взимат участие императорът на Свещената Римска империя Фердинанд III, както и Филип IV – испанският крал. Делегати от Франция, Шведската империя, Холандската република, принцове от Свещената Римска империя и владетелите на независимите имперски градове.

## Мирни договори
Мирните преговори между Франция и Хабсбургите започват в Кьолн през 1641 г. Първоначално са спрени от Франция. Кардинал Ришельо желае включването на всички свои съюзници, независимо дали са суверенни или държави в Свещената Римска империя. В Хамбург и Любек, Швеция и империята създават договора от Хамбург. Това се случва с намесата на Ришельо.
Свещената Римска империя и Швеция обявяват, че подготовката на Кьолн и на договора от Хамбург са началото на края на войната. По-голямо споразумение е договорено във Вестфалия, в недалечните градове Мюнстер и Оснабрюк. И двата града са поддържани като неутрални и демилитаризирани зони за преговорите. Мюнстер от повторното приемане на католицизма през 1535 г. е общност само с едно вероизповедание. Той се управлява от князът-епископ на Мюнстер и се разрешава само римокатолическото поклонение. Не са предвидени места за поклонение за калвинисти и лютерани.
Оснабрюк е лютерански и католически град, с две лютерански и две католически църкви за своите най-вече лютерански бюргери и напълно лютерански градски съвет. Католическата глава е князът-епископ на Оснабрюк, под чието покровителство са други духовници, а също и католическите жители. В периода 1628 – 1633 г. Оснабрюк е покорен от войските на Католическата лига. Католическият княз-епископ Франц Вилхелм, граф на Вартенберг налага Контрареформацията върху града и изпраща голям брой лютерански семейства в изгнание. При шведската окупация католиците не са изгонени, но градът страда от шведското военно съдействие. Ето защо гражданите на Оснабрюк се радват, когато градът в крайна сметка става неутрален и демилитаризиран.
И двата града се стремят към по-голяма автономия и да станат свободни имперски градове, така че те приветстват неутралността, наложена от мирните преговори, както и забраната на всякакво политическо влияние от воюващите страни, включително техните господари — княз-епископите.
Швеция предпочита Оснабрюк като място на конференцията, тъй като е лютерански. Преговорите с нея се случват там, а другите държави се събират в Мюнстер.
Мюнстерският мир между Холандия и Испания от 30 януари 1648 г. е ратифициран на 15 май 1648 г.
Мюнстерският мирен договор (Instrumentum Pacis Monasteriensis) между Свещената Римска империя и Франция (както и между техните съюзници), както и Оснабрюкският мирен договор (Instrumentum Pacis Osnabrugensis) между Свещената Римска империя и Швеция (както и между техните съюзници) са подписани на 24 октомври 1648 г.

## Резултати
Фердинанд III централизира властта в империята около себе си като става главнокомандващ на имперската армия през 1634 г. и после е избран за римско-немски крал през 1636 г. През 1634 г. дава на всички княжества право да водят собствена външна политика, а след договора още по-голяма част от властта му е дадена на князете — променя се конституцията на Свещената Римска империя. Вече всеки владетел сам може да избира религията си. Католиците и протестантите вече са равни пред закона и законово се признава калвинизмът. Папата, Инокентий X, е вбесен от тези промени.

### Принципи
Вестфалските мирни договори стъпват върху няколко основни убеждения:
- Всички участници да признаят Аугсбургсия мир от 1555 г. и идеите зад него – „Cuius regio, eius religio“ (букв.: Чието е царството, негова е религията).
- Всички християни от деноминации, различни от тази на установената църква, да могат свободно да извършват преклонение както у дома си, така и в определени часове публично.
- Да се признае суверенитетът на всяка държава, който тя има над земите, гражданите и представителите ѝ в чужбина, както и отговорността ѝ за всякакви въоръжени конфликти на кой да е от гражданите или представителите ѝ. Да се забрани неограниченото използване на каперски свидетелства.

### Териториални промени
- Независимостта на Швейцария от империята се признава официално; тези територии са били и де факто независими от десетилетия.
- Франция запазва контрола над епархии Мец, Тоул и Вердюн близо Лотарингия, получава градовете на Десетоградието (Décapole, Zehnstädtebund) в Елзас (но не Страсбург, нито митрополията му или Мюлуз) и град Пинероло близо до испанското херцогство Милано.
- Швеция получава обезщетение от пет милиона талера, използвани предимно за заплати на войски. Швеция допълнително получава Западна Померания (по-нататък под името Шведска Померания), Визмар, а църковните княжества Бремен и Верден като наследствени феодални владения, като по този начин получава място и глас в Диета (парламента) на Свещената Римска империя, както и в съответните областни диети (Kreistag) на Горна Саксония, Долна Саксония и Вестфалия. Въпреки това, текстът на договорите е двусмислен — Бремен може и да не е включен в договора (всъщност скоро след това се отцепва); част от териториите на Бремен-Верден са претендирани от кяза-епископ на Мюнстер; според договора шведите получавали право на пристанищни такси във Визмар, в Мекленбург — Щвеция разбира цял Мекленбург, а Свещената римска империя – само Визмар.
- Бавария запазва гласуването на Пфалцграфът си в избирателната колегия (която избира император на Свещената Римска империя), което било получено през 1623 г. със забраната на курфюрста Фредерик V. Синът на Фредерик получава нов, осми изборен вот.
  - Пфалцграфството е разделено между курфюрст Шарл Луи (син и наследник на Фредерик V) и курфюрст Максимилиан Баварски като по този начин се разделя властта между протестантите и католиците. Шарл Луи получава територии по поречието на река Рейн, докато Максимилиан — в северната част на Бавария.
- Бранденбург-Прусия (по-късно Прусия) получава част от Померания с излаз на Балтийско море и епископствата Магдебург, Халберщад, Камин и Минден.
- Наследяването на Юлих-Клеве-Берг, чийто последен херцог е починал през 1609 г., се изяснява. Юлих, Берг и Равенщайн са дадени на пфалцграфът на Нойбург, докато Клеве, Марк и Равенсберг отиват при Бранденбург.
- Договаря се княз-епископът на Оснабрюк да се редува между протестанти и католици като протестантските епископи да се избират от кадети от рода Брауншвайг-Люнебург.
- Пречки пред търговията издигнати по време на войната се премахват, отчасти се гарантира свободно придвижване по река Рейн.